# مسجد حاجی جلال
مسجد حاجی جلال مربوط به اواخر دوره قاجار است و در کاشمر، خیابان مدرس، جنب تکیه ابوالفضلی واقع شده و این اثر در تاریخ ۵ تیر ۱۳۸۴ با شمارهٔ ثبت ۱۱۹۲۶ به‌عنوان یکی از آثار ملی ایران به ثبت رسیده‌است.